# Chi perdona ha vinto
(Maria Venturi)
Chi perdona ha vinto è il diciannovesimo romanzo di Maria Venturi, pubblicato nel 2004 dall'editore Rizzoli.

## Trama
Avere una figlia a sedici anni, non è il miglior modo per diventare grandi. Lo sa Cecilia, la protagonista di questo romanzo, che torna incinta da un viaggio di studio in Scozia. Chiaramente la precoce maternità condiziona anche la sua giovinezza: l'insicurezza e la paura di sbagliare invadono tutto e alla fine, la figlia Francesca e un appagante lavoro da disegnatrice di mobili divengono i suoi soli interessi.
L'incontro con Stefano, fondatore e leader di un complesso rock famoso, ricco e dall'animo gentile, rimettono tutto in gioco. Travolta da questa insolita passione, Cecilia sa di doverla seguire, e così, il matrimonio contrastato da tutti, si rivela felice. Di fronte però al primo impatto con il dolore, riemergeranno le inadeguatezze di entrambe, che dopo essersi lasciati, dovranno percorrere un lungo cammino di crescita personale prima di ritrovarsi e di capire che la capacità di perdonare è l'unica via da intraprendere per non cadere in un distacco definitivo.